# 4232 Апарісіо
4232 Апарі́сіо (1977 CD, 1978 SH2, 1986 SZ, 4232 Aparicio) — астероїд головного поясу, відкритий 13 лютого 1977 року.
Тіссеранів параметр щодо Юпітера — 3,817.